# Clytie terrulenta
Clytie terrulenta là một loài bướm đêm trong họ Erebidae.